# Pensieri sull'educazione
Pensieri sull'educazione (Some Thoughts Concerning Education) è un trattato del 1693 sull'educazione dei "gentleman" scritto dal filosofo inglese John Locke. Per oltre un secolo, fu il più importante lavoro filosofico sull'educazione in Inghilterra. Durante il XVIII secolo è stato tradotto in quasi tutte le principali lingue europee e quasi tutti gli scrittori europei che hanno trattato dell'educazione, incluso il filosofo illuminista Jean-Jacques Rousseau, che scrisse il romanzo pedagogico Emile, ne hanno riconosciuto l'influenza. 
Nel suo Saggio sulla comprensione umana (1690), Locke aveva delineato una nuova teoria della mente, sostenendo che questa era una tabula rasa o "blank slate"; cioè non conteneva idee innate. Pensieri riguardanti l'educazione spiega come educare la mente usando tre metodi distinti: lo sviluppo di un corpo sano; l'istruzione di un "gentleman" virtuoso e la scelta di un curriculum accademico adeguato. 
Il libro nasce da alcune lettere che Locke scrisse per un amico aristocratico, ma in realtà i suoi consigli avevano un richiamo più ampio, poiché i suoi principi educativi suggerivano che chiunque potesse acquisire lo stesso tipo di carattere degli aristocratici, per i quali Locke inizialmente intendeva il lavoro. 

## Contesto storico
Locke non ha scritto una propria filosofia dell'educazione ma ha approfondito le diverse teorie ed interpretazioni della riforma educativa inglese del XVII secolo, introducendovi alcune idee personali.
Scrittori inglesi come John Evelyn, John Aubrey, John Eachard e John Milton avevano precedentemente sostenuto "riforme simili sul curriculum e sui metodi di insegnamento", ma non erano riusciti a raggiungere un vasto pubblico. Curiosamente, però, Locke proclama in tutto il suo testo che la sua è un'opera rivoluzionaria. 
L'Inghilterra in quel periodo si stava lentamente trasformando in una potenza mercantilista e secolarista, i valori educativi umanistici del Rinascimento, che avevano sancito lo scolasticismo, incominciavano ad essere considerati superati. Come Francis Bacon, prima di lui, Locke ed altri riformatori del suo periodo si misero in opposizione con quanto affermato dalle più autorevoli istituzioni educative del loro periodo (Cambridge e Oxford) secondo cui era necessario mettere al centro dell'educazione l'autorità culturale dei classici, considerando sterile e inutile tutto ciò che si poneva in disaccordo con l'unica e originale Filosofia. 
In seguito a questo dibattito culturale, un numero crescente di famiglie iniziò a chiedere un'istruzione pratica per i loro figli, considerando inutile che i loro figli trascorressero tutto il loro tempo a studiare testi greci e latini, e chiedendo altresì, lo studio delle scienze emergenti, della matematica e delle lingue moderne. Questi genitori speravano di preparare i loro figli all'economia in evoluzione, per meglio prepararli al nuovo mondo che vedevano formarsi intorno a loro.

## Testo
Nel 1684 Edward Clarke chiese consiglio al suo amico, John Locke, su come educare il figlio ed erede, Edward, Jr.; Locke rispose con una serie di lettere che servirono da base per Pensieri sull'educazione. Il libro sarà pubblicato da Locke solo nel 1693, su incoraggimento proprio di Edward Clarke e di un altro amico, William Molyneux; tuttavia, essendo Locke, insicuro sul reale interesse e valore dell'opera, decise di pubblicarlo in forma anonima.
Locke in seguito alla pubblicazione ha rivisto e ampliato il testo molte volte prima di morire, ma non ha mai modificato lo "stile familiare e amichevole dell'opera".

## Teoria pedagogica
Delle principali affermazioni di Locke nel Saggio sulla comprensione umana e Pensieri sull'educazione, due hanno avuto un ruolo determinante nella teoria educativa del XVIII secolo. Il primo è che l'educazione serve a formare l'uomo; come scrive Locke all'inizio del suo trattato, "Penso di poter dire che di tutti gli uomini con cui ci incontriamo, nove parti su dieci sono ciò che sono, buoni o cattivi, utili o meno, grazie alla loro educazione". Con questa affermazione, Locke fa riferimento e si oppone sia alla visione di Sant'Agostino dell'uomo, che fonda la sua concezione dell'umanità sul peccato originale, sia alla posizione Cartesio, che sostiene che l'uomo conosce in modo innato le conoscenze logiche di base. Nel suo saggio Locke parla di una mente "vuota" - una tabula rasa, che deve essere "riempita" dall'esperienza. Nel descrivere la mente in questi termini, Locke ha tratto ispirazione dal Teeteto di Platone, in cui si parla della mente come di una "tavoletta di cera". Sebbene Locke sostenesse strenuamente la teoria mentale della tabula rasa, ammetteva l'esistenza di talenti ed interessi innati. Ad esempio, consigliava ai genitori di guardare attentamente i loro figli per scoprirne le "attitudini" e di coltivarne gli interessi, piuttosto che costringerli a partecipare ad attività non apprezzate da loro.
Locke discute anche una teoria dell'io. Scrive: "le piccole e quasi insensibili impressioni sui nostri teneri bambini hanno conseguenze molto importanti e durature". Con questo vuole evidenziare che le associazioni di idee, che si sviluppano nei bambini sono più profonde di quelle create nelle menti mature, perché sono il fondamento dell'io: proprio perché, quando la mente è ancora una tabula rasa, è più facile segnarla. Nel saggio, in cui introduce per la prima volta la teoria dell'associazione di idee, Locke mette in guardia dal lasciare che "una cameriera sciocca" convinca un bambino che "folletti e spiriti" vengano associati al buio, perché "il buio porterà sempre con sé quelle idee spaventose, e saranno così unite, che non potrà più distinguere l'una dall'altra". 
L'enfasi che mostra Locke per il ruolo dell'esperienza nella formazione della mente e la sua preoccupazione per le false "associazioni di idee" ha portato molti a classificare passiva la sua "teoria della mente", ma alcuni studiosi delle teorie filosiche di Locke, come ad esempio Nicholas Jolley o Nathan Tarcov, affermano che gli scritti di Locke sono pieni di indirizzi tesi ad una ricerca attiva della conoscenza ed alla riflettessione sull'opinione ricevuta; rilevando in queste idee l'essenza della sfida di Locke all'innatismo.

### Corpo e mente
Locke sostiene che i genitori dovrebbero dedicarsi prevalentemente ad instillare nei propri figli le migliori abitudini fisiche, prima di iniziare la loro istruzione accademica. Secondo molti studiosi è naturale che Locke, essendosi formato originariamente come medico, cominci i suoi pensieri con una discussione sui bisogni fisici dei bambini, eppure questa innovazione generica ed apparentemente semplice, si è rivelata uno dei lasciti più duraturi del filosofo inglese. Locke cita le Satire di Decimo Giunio Giovenale: "una mente sana in un corpo sano", per convincere i genitori che devono occuparsi soprattutto della salute dei loro figli. Era inoltre convinto che i bambini dovevano essere esposti a condizioni difficili, quasi estreme, come ad esempio le basse temperature o le scarpe bagnate, per temprarli maggiormente. Locke offre anche consigli specifici su argomenti che vanno dalla biancheria da letto, alla dieta o ai cicli di sonno.

### Virtù e ragione
Locke dedica la maggior parte di Pensieri sull'educazione a spiegare come instillare la virtù nei bambini. Definisce la virtù come una combinazione di abnegazione e razionalità: "per cui un uomo sia in grado di negare a se stesso i propri desideri e, attraverso le proprie inclinazioni, perseguire la ragione che lo elevi maggiormente, sebbene l'appetito penda dall'altra parte". Secondo il filosofo inglese, i bambini erano in grado di ragionare fin dall'inizio della loro vita e che i genitori avrebbero dovuto affrontarli come esseri ragionanti, cercando di creare in loro l'abitudine di pensare in modo razionale. Locke continuamente rimarca la predominanza dell'abitudine rispetto ai metodi di correzione: i bambini dovrebbero interiorizzare l'abitudine al ragionamento piuttosto che memorizzare una serie complessa di divieti. Nel saggio sulla comprensione umana aveva già esposto le sue idee sulla razionalità e sulle abitudini, lamentantandosi dell'irrazionalità della maggioranza delle persone e di come, le imposizioni sociali, rendessero incapaci di cambiare o rinunciare alle antiche credenze.
Il suo modello educativo, non si riduce al trattamento dei bambini come esseri razionali, ma si pone l'obiettivo di creare un sistema disciplinare fondato sulla stima e sul disonore piuttosto che su premi e punizioni. Per Locke, premi materiali e punizioni corporali suscitano passioni piuttosto che ragione. Sostiene inoltre che "una sorta di disciplina servile porta ad un temperamento servile".
È importante capire il motivo per cui Locke consiglia ai genitori di trattare i loro figli come esseri ragionanti.
Secondo il filosofo inglese "l'unico ostacolo che lo separa dal mondo è una conoscenza approfondito di esso, in cui il giovane gentiluomo deve essere condotto per gradi, misurati in base alle sue capacità, più velocemente possibile." Il pensiero, verrà approfondito nel Secondo trattato sul governo (1689), in cui Locke sostiene che è dovere dei genitori educare i propri figli ed agire in loro vece, perché i bambini, sebbene abbiano la capacità di ragionare sin da giovani, non lo fanno in modo coerente e tendono spesso a comportamenti irrazionali; è obbligo dei genitori insegnare ai propri figli a diventare adulti razionali in modo che non siano sempre vincolati da legami parentali.

### Curriculum accademico
Locke, in questo suo trattato sull'educazione non dedica molto spazio alla definizione di un curriculum specifico; si concentra maggiormente nel convincere i suoi lettori che l'educazione riguarda l'instillazione della virtù e la necessità di far sviluppare il pensiero critico. Sostiene inoltre che i genitori o gli insegnanti devono prima insegnare ai bambini come apprendere e divertirsi. Secondo lui, l'istruttore "dovrebbe ricordare che la sua attività non è tanto quella di insegnare [al bambino] tutto ciò che è conoscibile, quanto di suscitare in lui l'amore e la stima della conoscenza; e di condurlo sulla retta via della conoscenza e del miglioramento di se ". Ma Locke offre alcuni suggerimenti su ciò che pensa potrebbe essere un curriculum prezioso. Deplora le lunghe ore sprecate nell'apprendimento del latino e sostiene che i bambini dovrebbero prima insegnare a parlare e scrivere bene nella loro lingua madre. La maggior parte delle raccomandazioni di Locke si basano su un principio di utilità. ad esempio, raccomanda particolarmente Favole (Esopo). Ai bambini dovrebbe essere insegnato a disegnare, per essere in grado di registrare i siti visitati nei loro viaggi all'estero, mentre la poesia e la musica, vengono viste come una perdita di tempo, non avendo alcuna utilità pratica. Locke fu anche in prima linea nella rivoluzione scientifica e sostenne l'insegnamento di geografia, astronomia e anatomia. Le raccomandazioni curriculari di Locke riflettono la rottura dell'umanesimo scolastico e l'emergere di un nuovo tipo di istruzione, che enfatizza non solo la scienza ma anche la formazione professionale pratica. Locke ha anche raccomandato, ad esempio, che ogni bambino (maschio) impari un mestiere. I suggerimenti pedagogici di Locke segnarono l'inizio del nuovo carattere borghese che sarebbe arrivato a definire la Gran Bretagna nei secoli XVIII e XIX.

## Classe
Quando Locke iniziò a scrivere le lettere che alla fine sarebbero diventate Some Thoughts on Education, si stava rivolgendo a un aristocratico, ma il testo finale fa appello a un pubblico molto più vasto. Ad esempio, Locke scrive: " Metto Vertue [sic] come il primo e il più necessario di quegli Investimenti, che appartengono a un Uomo o un Gentiluomo."
Nonostante le affermazioni che possono implicare il contrario, Locke credeva che i  pensieri si applicavano solo ai ricchi e alla classe media. In una delle sue conclusioni Locke dichiara "che un principe, un nobile e un normale figlio di gentiluomo, dovrebbero avere diversi modi di allevare". Secondo qualche suo critico, Locke credeva che fino a quando il sistema scolastico non fosse stato riformato, un signore avrebbe dovuto far addestrare suo figlio a casa da un tutor. 
Nel suo "Saggio sulla legge per i poveri", Locke tratta dell'educazione dei poveri; affermando che "i figli dei lavoratori sono costantemente un peso per la parrocchia e di solito sono mantenuti nell'ozio, in modo che tutta la comunità si fa carico del loro sostentamento fino a quando non hanno 12 o 14 anni". Suggerisce, quindi, che in ogni parrocchia in Inghilterra vengano istituite "scuole di lavoro" per i bambini poveri, in modo da avviarli "fin dall'infanzia [tre anni] al lavoro". Secondo lui l'utilità di queste scuole non si limita alla redditività per la parrocchia, ma anche nell'infondere una buona etica del lavoro nei bambini.

## Genere
Il suo concetto di educazione "non si adatta così perfettamente all'educazione delle figlie ; sebbene laddove la differenza di sesso richieda un trattamento diverso, non sarà difficile distinguere". Questo passaggio suggerisce che, per Locke, l'educazione era fondamentalmente la stessa per uomini e donne: c'erano solo piccole differenze ovvie per le donne. Questa interpretazione è supportata da una lettera che ha scritto alla signora Clarke nel 1685 in cui affermava che "poiché quindi non riconosco alcuna differenza di sesso nella tua mente relativa... alla verità, alla virtù e all'obbedienza, penso bene di non avere nulla di alterato da ciò che è [scritto per il figlio]".
Locke raccomanda diverse "restrizioni" minori relative al trattamento del corpo femminile. Il più significativo è il suo reinserimento dell'attività fisica femminile per il bene dell'aspetto fisico: Altre teorie pedagogiche, come ad esempio quelle del libro di condotta femminile più venduto in quel periodo The Whole Duty of a Woman (1696) o quelle delineate nell'Emile di Rousseau (1762), proponevano programmi educativi completamente separati per le donne, rispetto a queste i Pensieri di Locke apparivano molto più egualitario.

## Accoglienza ed eredità

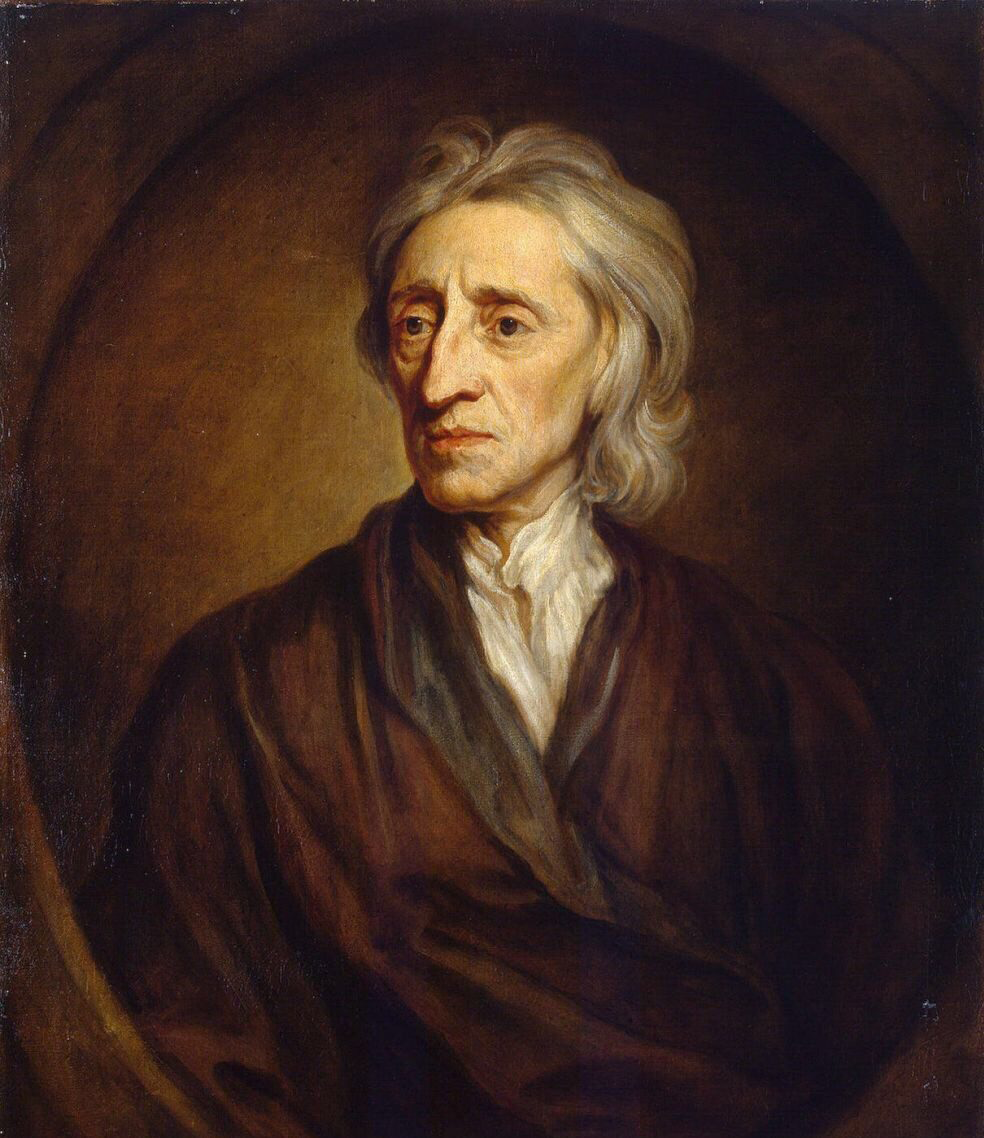
John Locke di Godfrey Kneller (1697)

Insieme all'Emile di Rousseau (1762), i Pensieri sull'educazione di Locke è stato uno dei testi fondamentali del XVIII secolo sulla teoria educativa. Per questo motivo, alcuni critici hanno sostenuto che questo scritto avesse maggiore valore rispetto al Saggio sulla comprensione umana come opera più influente di Locke. Ad esempio il filosofo e matematico tedesco del XVII secolo Gottfried Leibniz era dell'idea che i  pensieri hanno sostituito persino il saggio nel suo impatto sulla società europea.
Solo nel XVIIIsecolo, fu pubblicato in almeno 53 edizioni: 25 inglesi, 16 francesi, 6 italiane, 3 tedesche, 2 olandesi e 1 svedese. È stato utilizzato anche come traccia in romanzi come Pamela di Samuel Richardson (1740–1), e costituì la base teorica della letteratura per bambini, in particolare quella del primo editore di successo per bambini, John Newbery.
Alla fine del XVIII secolo, l'influenza di Locke sul pensiero educativo era ampiamente riconosciuta. Nel 1772 James Whitchurch scrisse nel suo saggio sull'educazione che Locke era "un autore, a cui gli intellettuali devono sempre riconoscere un pesante debito, e il cui nome non può mai essere menzionato senza il dovuto rispetto ed una segreta venerazione; le sue affermazioni sono il risultato di intensa meditazione, indagine rigorosa, un giudizio chiaro e penetrante ".Scrittori politicamente diversi da Sarah Trimmer, nel suo periodico The Guardian of Education (1802–186), e Maria Edgeworth, nel trattato educativo che ha scritto con suo padre, Practical Education (1798), invocarono le idee di Locke. Perfino Rousseau, contestando l'affermazione centrale di Locke secondo cui i genitori dovrebbero trattare i loro figli come esseri razionali, ha riconosciuto il suo debito nei confronti di Locke.
John Cleverley e DC Phillips collocano Pensieri sull'educazione di Locke all'inizio di una tradizione di teoria dell'educazione che chiamano "ambientalismo". Negli anni successivi alla pubblicazione dell'opera di Locke, Etienne Bonnot de Condillac e Claude Adrien Helvétius adottarono con entusiasmo l'idea che le menti delle persone fossero modellate attraverso le loro esperienze e quindi attraverso la loro educazione. I sistemi di insegnamento dei bambini attraverso i loro sensi proliferarono in tutta Europa. In Svizzera, Johann Heinrich Pestalozzi, basandosi sulle teorie di Locke, sviluppò il concetto di "lezione sugli oggetti". Queste lezioni si basavano sul focalizzare l'attenzione degli studenti su un oggetto particolare, incoraggiandoli ad usare tutti i loro sensi per esplorarla e a usare parole precise per descriverla. Utilizzate in Europa e in America durante il XVIII e il XIX secolo, queste lezioni oggettive, secondo uno dei loro praticanti "se ben gestite, coltivano la percezione sensoriale o l'osservazione, abituano i bambini ad esprimere i loro pensieri in parole, aumentano la loro disponibilità di parole e idee, e immagazzinando questo materiale per il ragionamento, preparano anche la strada per studi più difficili e avanzati".
Tali tecniche erano anche parte integrante dei metodi di Maria Montessori nel XX secolo.